# Superquark natura
Superquark natura è stato un programma televisivo di divulgazione scientifica, ideato e condotto da Piero Angela. La trasmissione propone ai telespettatori i documentari naturalistici della BBC andati in onda in prima serata nelle precedenti edizioni di Superquark, trasmessi stavolta nella loro versione integrale. La prima edizione è stata trasmessa in seconda serata su Rai 1 nel mese di agosto 2018. Le successive 4 edizioni sono andate in onda nelle estati dal 2019 al 2022.

## Puntate e ascolti

### Stagione 2018
Nella prima stagione del programma viene trasmessa la serie La caccia (The Hunt), prodotta dalla BBC e già andata in onda in prima serata nel 2016 a Superquark. Originariamente sarebbero dovuti andare in onda 4 dei 7 episodi della serie della BBC, ma a seguito del crollo del Ponte Morandi di Genova, il 15 agosto il programma viene sostituito da uno speciale del TG1 dedicato alla tragedia avvenuta nel capoluogo ligure. Vengono dunque trasmesse solamente tre puntate. L'ultima puntata, seguendo l'ordine della serie della BBC, sarebbe dovuta essere stata "Attacco in mare", ma al suo posto si preferì l'episodio A carte scoperte.
| n°    | Data           | Titolo                           | Telespettatori | Share  |
| ----- | -------------- | -------------------------------- | -------------- | ------ |
| 1     | 8 agosto 2018  | La caccia - La sfida più ardua   | 805 000        | 10,60% |
| 2     | 22 agosto 2018 | La caccia - Giocare a nascondino | 784 000        | 10,51% |
| 3     | 29 agosto 2018 | La caccia - A carte scoperte     | 971 000        | 12,14% |
| Media | Media          | Media                            | 853 000        | 11,08% |

### Stagione 2019
Nella stagione 2019 la stessa serie La caccia viene presentata ai telespettatori in modo completo seguendo l'ordine naturale degli episodi. La puntata prevista per il 17 luglio è stata rinviata di una settimana in seguito alle variazioni di palinsesto legate alla morte dello scrittore Andrea Camilleri.
| n°    | Data           | Titolo                                 | Telespettatori | Share  |
| ----- | -------------- | -------------------------------------- | -------------- | ------ |
| 1     | 3 luglio 2019  | La caccia - La sfida più ardua         | 620 000        | 8,32%  |
| 2     | 10 luglio 2019 | La caccia - Prigionieri delle stagioni | 700 000        | 8,83%  |
| 3     | 24 luglio 2019 | La caccia - Giocare a nascondino       | 590 000        | 8,02%  |
| 4     | 31 luglio 2019 | La caccia - A carte scoperte           | 631 000        | 8,93%  |
| 5     | 7 agosto 2019  | La caccia - Attacco in mare            | 623 000        | 8,86%  |
| 6     | 14 agosto 2019 | La caccia - Cogli l'attimo             | 715 000        | 10,02% |
| Media | Media          | Media                                  | 646 500        | 8,83%  |

### Stagione 2020
Nella stagione 2020 viene trasmessa la serie Pianeta azzurro II (Blue Planet II), già andata in onda in prima serata in occasione dell'edizione 2018 di Superquark.
| n°    | Data           | Titolo                                          | Telespettatori | Share  |
| ----- | -------------- | ----------------------------------------------- | -------------- | ------ |
| 1     | 15 luglio 2020 | Il Pianeta azzurro II - Un solo oceano          | 726 000        | 8,23%  |
| 2     | 22 luglio 2020 | Il Pianeta azzurro II - Gli abissi              | 662 000        | 8,07%  |
| 3     | 29 luglio 2020 | Il Pianeta azzurro II - Le scogliere di corallo | 694 000        | 9,13%  |
| 4     | 5 agosto 2020  | Il Pianeta azzurro II - Il grande blu           | 441 000        | 4,94%  |
| 5     | 12 agosto 2020 | Il Pianeta azzurro II - I mari verdi            | 609 000        | 9,50%  |
| 6     | 19 agosto 2020 | Il Pianeta azzurro II - Le coste                | 736 000        | 10,92% |
| 7     | 26 agosto 2020 | Il Pianeta azzurro II - Dietro le quinte        | 627 000        | 8,45%  |
| Media | Media          | Media                                           | 642 000        | 8,46%  |

### Stagione 2021
Nella stagione 2021 viene trasmessa la serie Sette continenti, un solo pianeta (Seven World, One Planet), già andata in onda in prima serata in occasione dell'edizione 2020 di Superquark.
| n°    | Data           | Titolo                                           | Telespettatori | Share |
| ----- | -------------- | ------------------------------------------------ | -------------- | ----- |
| 1     | 14 luglio 2021 | Sette continenti, un solo pianeta - Antartide    | 609 000        | 8,64% |
| 2     | 21 luglio 2021 | Sette continenti, un solo pianeta - Asia         | 632 000        | 9,22% |
| 3     | 28 luglio 2021 | Sette continenti, un solo pianeta - Sud America  | 574 000        | 8,79% |
| 4     | 4 agosto 2021  | Sette continenti, un solo pianeta - Australia    | 437 000        | 7,11% |
| 5     | 11 agosto 2021 | Sette continenti, un solo pianeta - Europa       | 558 000        | 9,28% |
| 6     | 18 agosto 2021 | Sette continenti, un solo pianeta - Nord America | 492 000        | 8,43% |
| 7     | 25 agosto 2021 | Sette continenti un solo pianeta - Africa        | 532 000        | 8,69% |
| Media | Media          | Media                                            | 547 000        | 8,59% |

### Stagione 2022
Nella stagione 2022 sono state trasmesse tre puntate della serie Un pianeta perfetto (Perfect Planet), già andata in onda in prima serata in occasione dell'edizione 2021 di Superquark, tre puntate della serie Le meraviglie del Pianeta (Earth's Natural Wonders) e due della serie I primati (Primates). In questa stagione, ognuna delle tre serie ha presentato un'unica introduzione di Angela che viene riutilizzata per tutte le puntate. Il 13 agosto, in seguito alla scomparsa di Piero Angela, la RAI ha modificato la programmazione e ha anticipato la puntata prevista per il 17 agosto.
| N°    | Data           | Titolo                                                 | Telespettatori | Share  |
| ----- | -------------- | ------------------------------------------------------ | -------------- | ------ |
| 1     | 6 luglio 2022  | Un pianeta perfetto - I vulcani                        | 702 000        | 10,94% |
| 2     | 13 luglio 2022 | Un pianeta perfetto - Il sole                          | 704 000        | 10,92% |
| 3     | 20 luglio 2022 | Un pianeta perfetto - Gli oceani                       | 656 000        | 7,99%  |
| 4     | 27 luglio 2022 | Le meraviglie del Pianeta - Territori estremi          | 668 000        | 11,08% |
| 5     | 3 agosto 2022  | Le meraviglie del Pianeta - Storie di uomini e animali | 530 000        | 9,11%  |
| 6     | 10 agosto 2022 | Le meraviglie del Pianeta - Sfide impossibili          | 639 000        | 11,82% |
| 7     | 13 agosto 2022 | I primati - I segreti della sopravvivenza              | 965 000        | 14,15% |
| 8     | 17 agosto 2022 | I primati - L'importanza della famiglia                | 510 000        | 10,50% |
| Media | Media          | Media                                                  | 672 000        | 10,81% |